# LoveFilm
LoveFilm（ラブフィルム）は英国を拠点としていたオンラインDVDレンタルの提供者かつビデオ・オン・デマンドのストリーミングを英国とドイツで展開していた。
2011年にアマゾンによって買収され、サービスの加入者は200万人に達していた。ラブフィルムは5か国で7万以上の作品と400万以上のDVD、ブルーレイまたは一連の買収を通じ、ラブフィルムは急速に英国と欧州でオンラインDVDレンタルとストリーミング放送として活躍した。
ラブフィルムはポスト配達に加えダウンロードサービスも提供していたが、2009年2月23日に停止された。同社は4700以上の映画が購読の一部として視聴可能になる「Watch online」サービスを開始した。オンライン視聴は無制限の月額レンタルプランの一つまたはアンリミテッドストリーミング専用のアカウントを選んだ会員は無料で視聴できた。
2014年2月、アマゾンはラブフィルムのストリーミングサービスを2月26日にアマゾンのインスタントビデオに統合すると発表した。
ラブフィルムのDVDレンタルサービスはアマゾン上のラブフィルムサイトの下で英国とドイツの両国で引き続き利用が可能である。

## 歴史
ラブフィルムは10件もの合併と「Online Rentals Limited(オリジナル企業)」「ScreenSelect(スクリーンセレクト)」や「Video Island(ビデオアイランド)」の主要３サイトを含む複数のオンラインDVDレンタル企業の買収によって成長してきた。
2002年5月、ポール・ガードナーとグラハム・ボシュナーはエセックスのハーロウに拠点を置く「Online Rentals Limited(DVDsOnTap名で営業していた)」を創業した。
2003年9月、ウィリアム・リーブとアレックス・チェスターマンはウェストロンドンのアクトンに拠点を置く「スクリーンセレクト」を創業した。同月にレッドバスグループはロンドン中心部のキングス・クロスに拠点を置く「ビデオアイランド」を創業した。
2003年10月、「Online Rentals Limited」は一族所有のプライベート・エクイティ企業のArts Allianceベンチャーによって買収された。2003年12月、DVDsOnTapは「ラブフィルム」という名前にリブランドされ、CEOにマーク・リビングストーンが指名された。またラブフィルムはエセックス、ハーロウにあるスピア・グリーンビジネス公園内のより大きな建物へ移転した。
スクリーンセレクトは、英国のDVDレンタル業界再編の台風の目になった。 2003年12月のIn-Moviesの買収から始まり、2004年9月にはスクリーンセレクトはビデオアイランドとの合併に続き、スクリーンセレクトの経営陣とブランドをビデオアイランドのベンチャーキャピタルと組み合わせた。
2005年には、ラブフィルムとスクリーンセレクトの両方が激しいライバルとして急速に成長した。2004年12月にラブフィルムは加入者が5万人に達し、その後小売チェーンChoicesのネット事業を買収した。 2005年3月までに10万人の顧客を獲得し、約70万のレンタルDVDを発送した。 2005年6月、スクリーンセレクトブランド傘下のビデオアイランドはDVDs365（Mailbox Movies、MovieTrak、Qflicksの所有者) を買収し、数ヶ月後にラブフィルムが小さなWebflixを買収した。両方のライバル企業はスカンジナビアの企業を買収した。 スクリーンセレクトはBraFilm（スウェーデンおよびノルウェーで事業）を買収し、ラブフィルムはBoxman（スウェーデンおよびデンマークで営業）を買収した。サイモン・カルバリーは2005年7月にビデオアイランドのCEOとして入社した。
2006年までにビデオアイランド/スクリーンセレクトはラブフィルムを上回り、ラブフィルムの10万人のユーザーに対して20万人以上の顧客を獲得した。 2006年4月、サイモン・カルバリー主導でスクリーンセレクトの管理技術プラットフォームを使い、ラブフィルムとスクリーンセレクトは合併したが、ラブフィルムブランドを使用して本社をスクリーンセレクトの元の拠点のアクトンに移した。2006年末までに、ラブフィルムブランドは、ノルウェーを除くあらゆる場所でスクリーンセレクト、Brafilm、Boxmanブランドを置き換えた。ノルウェーでも2008年に変更された。
2008年2月、ラブフィルムは英国とドイツのアマゾンのDVDレンタル事業を買収し、見返りにアマゾンはラブフィルムの最大株主となった。
加えて、アマゾンと「Arts Alliance Ventures」ベンチャーキャピタル企業の「Balderton Capital」「DFJ Esprit」「Index Ventures」及び「Octopus Ventures」もまたラブフィルムの株を所有していた
。
2010年にラブフィルムはPlayStation 3上のオンラインストリーミングサービスを始めた。 
2011年1月20日、以前にラブフィルム株の32%を保有していたアマゾンが２億ユーロに相当すると報じられた買収合意でラブフィルムの経営権を握った。
2011年9月、iPadでストリーミング映画を見ることが出来るようにiPad向けのラブフィルムのアプリがリリースされた。2011年12月に同社はXbox 360向けにもリリースした。
2012年5月30日、ラブフィルムはNBCユニバーサルの映画をラブフィルムのサービスで提供することで同社と提携し、HDストリーミングで提供されると発表した。
アマゾンはアマゾンインスタントビデオがアメリカに統合されたのと同じように、2012年10月、英国とドイツでアマゾンビデオアプリケーションに組み込まれたラブフィルムを含んだKindle Fire HDを発表した。 2012年12月のWii Uと2013年5月のPS3アプリケーションの改訂版を含む後続のストリーミングアプリケーションの立ち上げられたが、ラブフィルムが過去に提供しアマゾンインスタントビデオと共有していたUIデザインより著しく類似し、かなり改善していた。
2013年6月10日、ラブフィルムはスカンディナビアにおけるサービスを閉鎖すると発表した。
2013年の7月までは、ラブフィルムは消費者にビデオゲームレンタルサービスを提供していたが、同月に同サービスが2013年の8月8日には利用できなくなるという事を新規と既存の顧客に知らせる目的の声明が出された。
2014年2月21日、ラブフィルムのビデオオンデマンドサービスは2014年2月26日に終了しアマゾンインスタントビデオに統合されると発表された。ラブフィルムの名前はDVDレンタル事業において維持されるが、サービスは同様にアマゾンサイトに組み込まれた。

## 他企業のレンタルサービス運営
自社のDVDレンタル購入サイトに加えて、ラブフィルムはかつて複数の同様のサイトを他企業を代理して運営していた。以下に挙げるリストが過去にラブフィルムが運営していた「ホワイトレーベル」サービスである。
- WHSmith Movies Direct – W・H・スミスの書店チェーン発祥[17]
- Tesco DVD Rental – スーパーマーケットチェーンのテスコ向けのサービス。8月1日にラブフィルムはテスコのDVDレンタルを置き換え、全ての顧客をラブフィルムライブラリーにアクセスできるように切り替えており、複数のレンタルリストやXbox 360とPlaystation 3向けのInstant and Gamesのような新機能にアクセスできた。
- EasyCinema – イージーグループとの合同サービス[18]
- Odeon Direct – オデオンシネマチェーンとの合同サービス[19]
- Nectar DVD Rental –ネクターポイントカード向けのサービス[20]
- CD-WOW! – オンライン小売業者。
- Sofa Cinema – ガーディアン紙がサイトを支援している。

## 広告
ラブフィルムはもともとはサービスを宣伝するためにパートナーを使用したが、2006年からはテレビ広告を開始して以降、ラブフィルムのブランド認知度が高まったことにより、ホワイトレーベルサービスとパートナーが減少した。 テレビで定期的に宣伝して以来、同社は英国の男性俳優、サイモン・ペグ、ユアン・マクレガー、ビル・ナイ、レイ・ウィンストンを声優として使用してきた。2009年時点のTV広告の主題歌はマッドネスの 「It Must Be Love」だった。 ラブフィルムは、ネット、報道、テレビ、列車のポスター、ドア下がり、クラブのトイレのポスターやパブなど、複数のメディアに広告を掲載していた。

## 「スロットリング」とフェアユース方針の論争
ラブフィルムは「無制限」のDVDレンタルに対して、ユーザーからの批判を受けていた。 一部のユーザーは、同社が出荷段階で長時間の遅延を利用して顧客が1か月間にレンタルできる映画の数を減らしていることが明らかになったと報告した。 スクリーンセレクトとの合併前の2006年、ラブフィルムは広告に「無制限」という言葉を使用したことで広告基準局に苦情が寄せられた。 広告基準局は苦情を支持した。 多くの顧客が異なる倉庫からの発送の遅れとレンタルリストでも下位の作品からのセレクションを経験したことで彼らが「スロットリング(絞り)」を実施していることが判明した。 ディスクを受け取った同じ日に交換品を受け取る可能性も低くなった。同社は、この「フェアユース」ポリシーは、すべての顧客が同様のサービスを受けることを意味していると主張した。

## ユニバーサル・ピクチャーズとの論争
2009年11月の遅くにラブフィルムは供給者の英ユニバーサル・ピクチャーズからの新規DVDのサイトのレンタル部門への追加を停止した。この措置でパブリック・エネミーズ、ウソから始まる恋と仕事の成功術、ブルーノ、素敵な人生の終わり方、イングロリアス・バスターズ及びキック・アスを含む多数の映画が利用できなくなった。この論争は2012年5月に解決し、ラブフィルムは最終的には2009年以降ユニバーサル・ピクチャーから配給された映画をインスタントビデオ上のストリーミングタイトルと同様にレンタルを開始した。